# Ludwik opolski
Ludwik opolski (urodzony około 1450, zmarł pomiędzy 23 majem 1475 a 4 września 1476 rokiem) – książę opolski w 1476 roku (?).
Ludwik był najstarszym synem księcia opolskiego Mikołaja I i księżny brzeskiej Magdaleny. Od 1466 roku Ludwik współuczestniczył w rządach ojca. Rok później wziął udział w zjeździe we Wrocławiu, gdzie zadecydowano o wojnie z królem czeskim Jerzym z Podiebradów i zaproszono na tron Kazimierza Jagiellończyka. Ludwik zmarł pomiędzy 23 majem a 4 września 1476 roku. Jeżeli żył jeszcze 3 lipca 1476 zdołał na krótko objąć rządy w księstwie opolskim po śmierci ojca. Po zgonie Ludwika władzę nad Opolszczyzną objęli wspólnie jego młodsi bracia Jan II Dobry i Mikołaj II. Nie zachowały się informacje gdzie został pochowany, choć można przypuszczać, z dużą dozą prawdopodobieństwa, że był to kościół franciszkanów w Opolu.